# Little Caesars Arena
Little Caesars Arena é uma arena multiúso situada em Detroit, Michigan, Estados Unidos. Aberta em 5 de setembro de 2017, a arena custou US$ 862.9 milhões para ser construída, e sucedeu a Joe Louis Arena e o The Palace of Auburn Hills como casa do Detroit Red Wings da National Hockey League (NHL) e do Detroit Pistons da National Basketball Association (NBA), respectivamente. A arena comporta entre 15 mil e 22 mil pessoas, dependendo do evento.
A arena apresenta um saguão exclusivo com telhado de plástico transparente que o conecta aos escritórios e lojas ao seu redor. Ele foi projetado para ser o carro-chefe de um novo distrito de esportes e entretenimento de 60.000 m², The District Detroit, com bairros de uso misto com novos pontos de venda residenciais e de varejo localizados ao redor do Cass Corridor, Ford Field e Comerica Park.

## Projeto
A Little Caesars Arena foi projetada pela HOK e apresenta um layout "desconstruído" exclusivo. Prédios que abrigam lojas de varejo, incluindo vários restaurantes, a bilheteria da arena e os escritórios do Detroit Red Wings são construídos fora da arena, mas um telhado de vidro é erguido entre os edifícios e a própria arena. O telhado forma uma "rua" interna que funciona como saguão da arena. O saguão permanece aberto o ano todo, mesmo que o evento não ocorra dentro da arena, permitindo que também seja utilizado como espaço próprio. Há também uma praça ao ar livre com uma grande tela de vídeo.
A arena de oito andares foi construída como uma tigela, com seu piso 12 m abaixo do nível da rua, com capacidade para 19.515 pessoas sentadas para partidas de hóquei no gelo e 20.332 para partidas de basquete. A tigela também possui um nível de assento "gôndola" suspenso acima das arquibancadas. O exterior da estrutura é capaz de exibir projeções de vídeo. Uma pista de gelo para prática de 3.470m² também está dentro da arena. Além de servir como local de treino para o Detroit Red Wings, a pista também é a casa do Little Caesars AAA Hockey Club e do Little Caesars Amateur Hockey League.
O Centre Bell em Montreal foi citado como uma das maiores influências do design da arena. Christopher Ilitch descreveu o design da arena como sendo "revolucionário" e acredita que pode influenciar o design de futuras arenas em outras cidades.
A arena possui um placar central que mede 470m². A arena também possui 45 telas de LED cobrindo mais de 1.250m² e 16,5 milhões de LEDs dentro e ao redor dela.

## História

### Rumores e anúncio

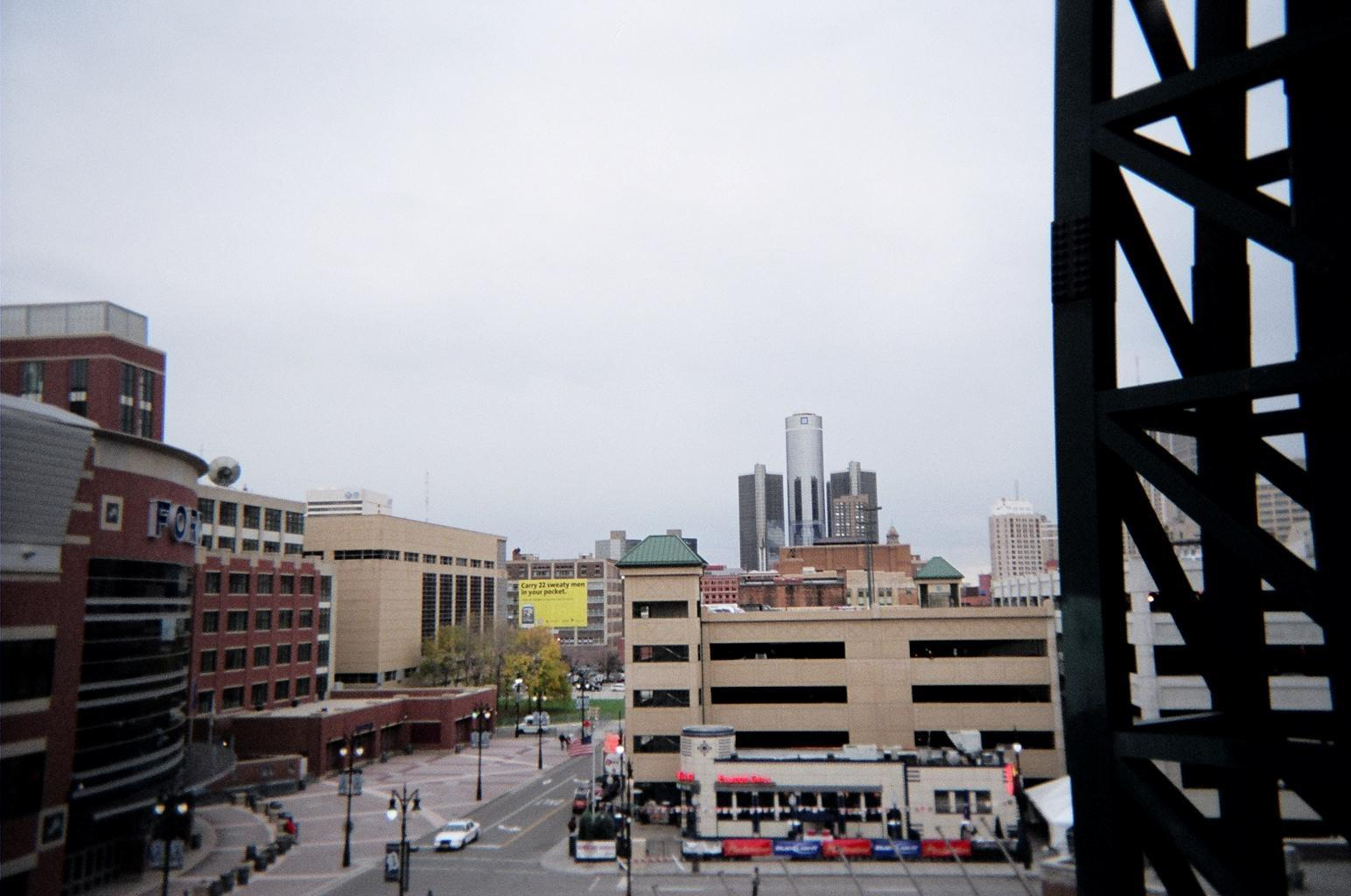
Comerica Park e Ford Field (foto) foram incorporados em um distrito "Wildcat Corner" perto da nova arena.

Foi relatado em maio de 2012 que o Detroit Red Wings contratou a HKS e a NBBJ para projetar uma nova arena para a equipe, que substituiria a Joe Louis Arena. A nova arena seria propriedade da Autoridade de Desenvolvimento do Centro da Cidade e seu terreno seria alugado para a Olympia Entertainment, uma subsidiária da empresa controladora dos Red Wings, sem aluguel por um longo prazo. Olympia teria controle operacional da arena, um arranjo semelhante ao que Olympia tinha com a Joe Louis Arena. As vendas de ingressos de jogos, estacionamento, concessões, souvenirs e quaisquer negócios potenciais de naming rights não estariam sujeitos à divisão da receita com a cidade de Detroit como estavam com a Joe Louis Arena. A cidade ganhou uma média de US $ 7 milhões por ano por meio desses acordos de divisão de receitas.
Em dezembro de 2012, a Olympia Entertainment anunciou oficialmente sua intenção de desenvolver um novo distrito no centro de Detroit composto por escritórios, instalações residenciais e "um novo centro de eventos multiuso de última geração", com um custo estimado de $ 650 milhões. Em junho de 2013, a Autoridade de Desenvolvimento do Centro anunciou oficialmente a localização da nova arena. Estima-se que 58% do custo de construção da arena seria financiado por impostos, cerca de US $ 261 milhões. Em 24 de julho de 2013, o Fundo Estratégico de Michigan aprovou o pedido da Autoridade de Desenvolvimento do Centro de US $ 650 milhões em financiamento.
Christopher Ilitch, dono do Detroit Red Wings, revelou as renderizações da nova arena em 20 de julho de 2014, referindo-se como The District Detroit. Ele explicou que o objetivo do projeto era "construir um distrito de esportes e entretenimento de classe mundial e que rivalizasse com tudo no país, talvez com o mundo". O distrito, que complementaria o QLINE, foi construído principalmente em um terreno baldio próximo ao Cass Corridor ao longo da Woodward Avenue, e incorporaria cinco bairros distintos com novas unidades residenciais e de apartamentos e designs de influência europeia. O distrito também contaria com um hotel, novos restaurantes e novos pontos de venda. O Olympia Development financiaria a renovação da infraestrutura pública em torno do distrito da arena, como iluminação pública, calçadas e pavimentação. A Autoridade de Desenvolvimento do Centro de Detroit (DDA), que controla a arena, usou cerca de US $ 15 milhões anuais em impostos das escolas estaduais para reembolsar o estado de Michigan. 
Ilitch enfatizou o impacto do projeto na economia de Detroit: as novas instalações resultariam em 1.000 novos empregos na cidade e 8.300 novos empregos seriam criados para o processo de construção. Olympia estava comprometida em ter 51% dos empregos na construção ocupados por residentes de Detroit. Além disso, dois empreiteiros sediados em Michigan estariam entre os que trabalhariam na arena e 80% dos materiais usados na construção da arena também deveriam ser fornecidos por empresas sediadas em Michigan.
O CEO da Olympia Entertainment, Tom Wilson, descreveu a intenção da arena ser um "epicentro" para o hóquei no gelo, prospectando-a como um local para eventos e torneios de nível universitário e do ensino médio, como o Campeonato Mundial de Hóquei no Gelo Sub-20 e a Memorial Cup. Wilson também declarou seu compromisso de continuar a sediar o anual Collegiate Great Lakes Invitational na arena, desde que as universidades envolvidas mantivessem seu desejo de participar.

### Construção

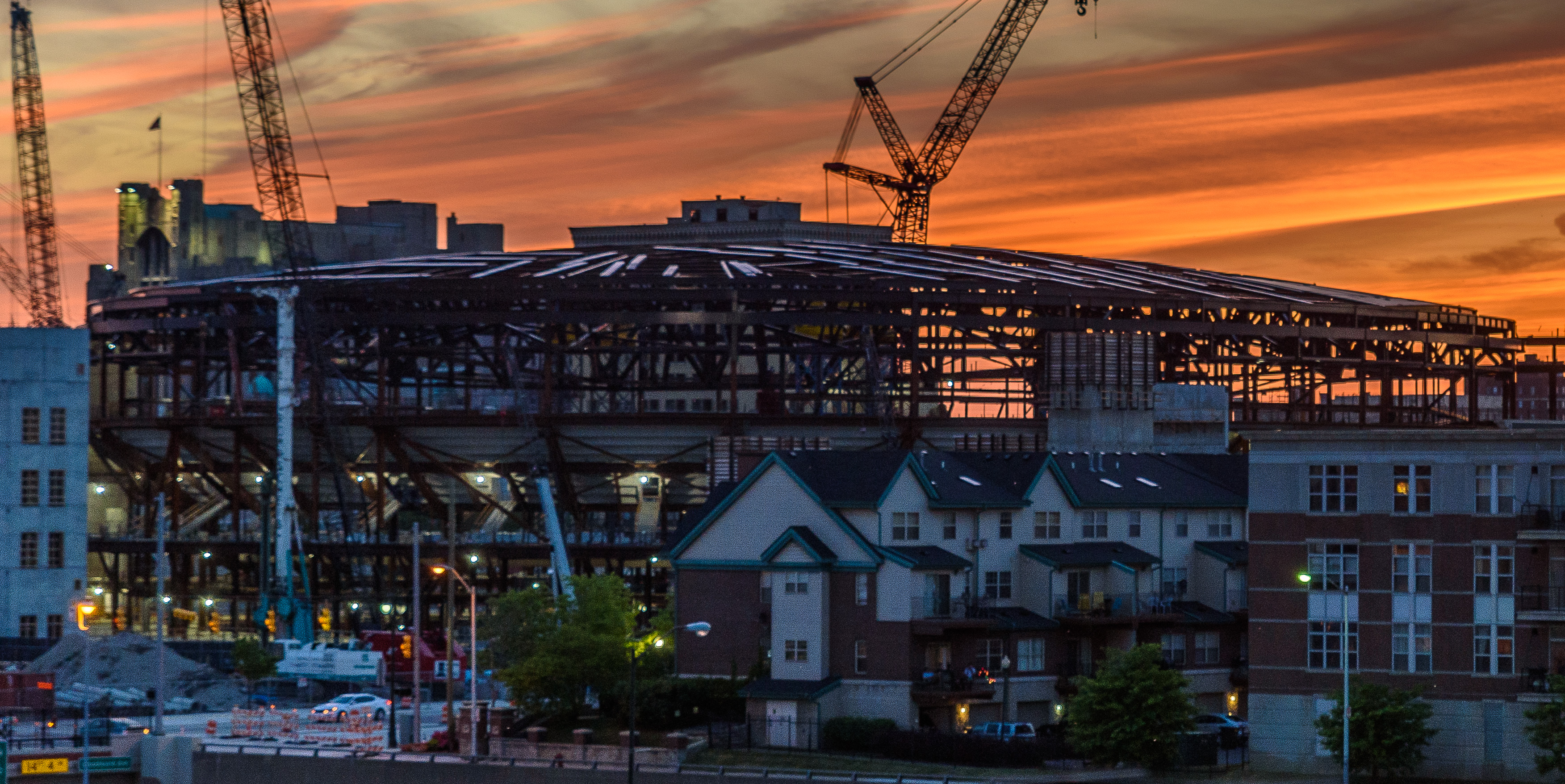
Obras em andamento em junho de 2016.

Uma cerimônia formal de inauguração foi realizada em 25 de setembro de 2014. Após a conclusão da nova arena, a Joe Louis Arena foi demolida e seu antigo local deveria ser remodelado em um complexo de hotel e varejo. A venda do terreno da Joe Louis Arena ocorreu como parte de um acordo de falência entre a Financial Guaranty Insurance Company e a cidade de Detroit.
A escavação em massa no local da arena começou em 24 de abril de 2015, alguns dias após a Câmara Municipal de Detroit aprovar uma mudança de zoneamento, permitindo o início oficial da construção vertical.
Em 10 de junho de 2015, a Comissão do Distrito Histórico de Detroit aprovou a demolição do Park Avenue Hotel para abrir espaço para o que seria a doca de carregamento da arena. A Olympia Development afirmou que o Park Avenue Hotel ficava em uma área de alta segurança. Uma licença de demolição foi emitida em 22 de junho de 2015. A Adamo Demolition, com sede em Detroit, foi a empreiteira listada na licença. Apesar dos protestos, o edifício implodiu em 11 de julho de 2015. Em 30 de agosto de 2015, a Olympia Entertainment anunciou que cerca de 373.000m³ de solo foram escavadas nos últimos meses para a bacia abaixo do nível do solo e centenas de fundações profundas do píer estavam sendo perfuradas e preenchidas com concreto até setembro. A estrutura de aço da arena começou a subir no final do outono.
A construção da superfície de gelo começou em 5 de janeiro de 2017. Em 16 de fevereiro de 2017, várias mudanças na construção começaram dentro da arena para acomodar o Detroit Pistons. A construção da pista de gelo começou em 8 de março de 2017.

### Chegada dos Pistons
No final de outubro de 2016, foi relatado que o Detroit Pistons estava considerando uma mudança do The Palace of Auburn Hills para a Little Caesars Arena, dependendo da aprovação da cidade e da liga. O proprietário dos Pistons, Tom Gores, o vice-presidente do Palace Sports & Entertainment, Arn Tellem, e a Olympia Entertainment estiveram em negociações sobre uma parceria desde o verão de 2015. Os termos também incluíam uma possível fusão entre a Olympia e a holding dos Pistons, Palace Sports & Entertainment. Os Pistons procuraram um terreno para construir uma nova sede e instalações de treinamento nas proximidades da arena.
Em 22 de novembro de 2016, os Pistons anunciaram oficialmente que se mudariam para a Little Caesars Arena a partir da temporada de 2017–18.
Em 20 de junho de 2017, a Câmara Municipal de Detroit aprovou a mudança dos Pistons para a Little Caesars Arena. Em 3 de agosto de 2017, o Conselho de Donos da NBA aprovou por unanimidade a mudança, o que a tornou oficial. Isso marcou a primeira vez desde 1974 que todos os quatro times das ligas principais de esportes de Detroit jogaram nos limites da cidade regularmente e a primeira vez desde 1978 que os Pistons jogou na cidade de Detroit regularmente. A mudança também marcou a primeira vez desde 1961 que eles e os Red Wings compartilharam a mesma arena regularmente. A mudança fez de Detroit a única cidade dos EUA a ter quatro times esportivos das ligas principais em seu distrito central e uma das duas únicas cidades dos EUA a ter quatro times esportivos das ligas principais jogando em um único complexo, sendo a outra a Filadélfia.
Em 8 de outubro de 2017, como um subproduto da mudança, a Olympia Entertainment e a Palace Sports & Entertainment formaram a 313 Presents LLC, uma joint venture que lida com reservas de entretenimento e gerenciamento de eventos nos locais de propriedade de ambas as empresas.

### Abertura

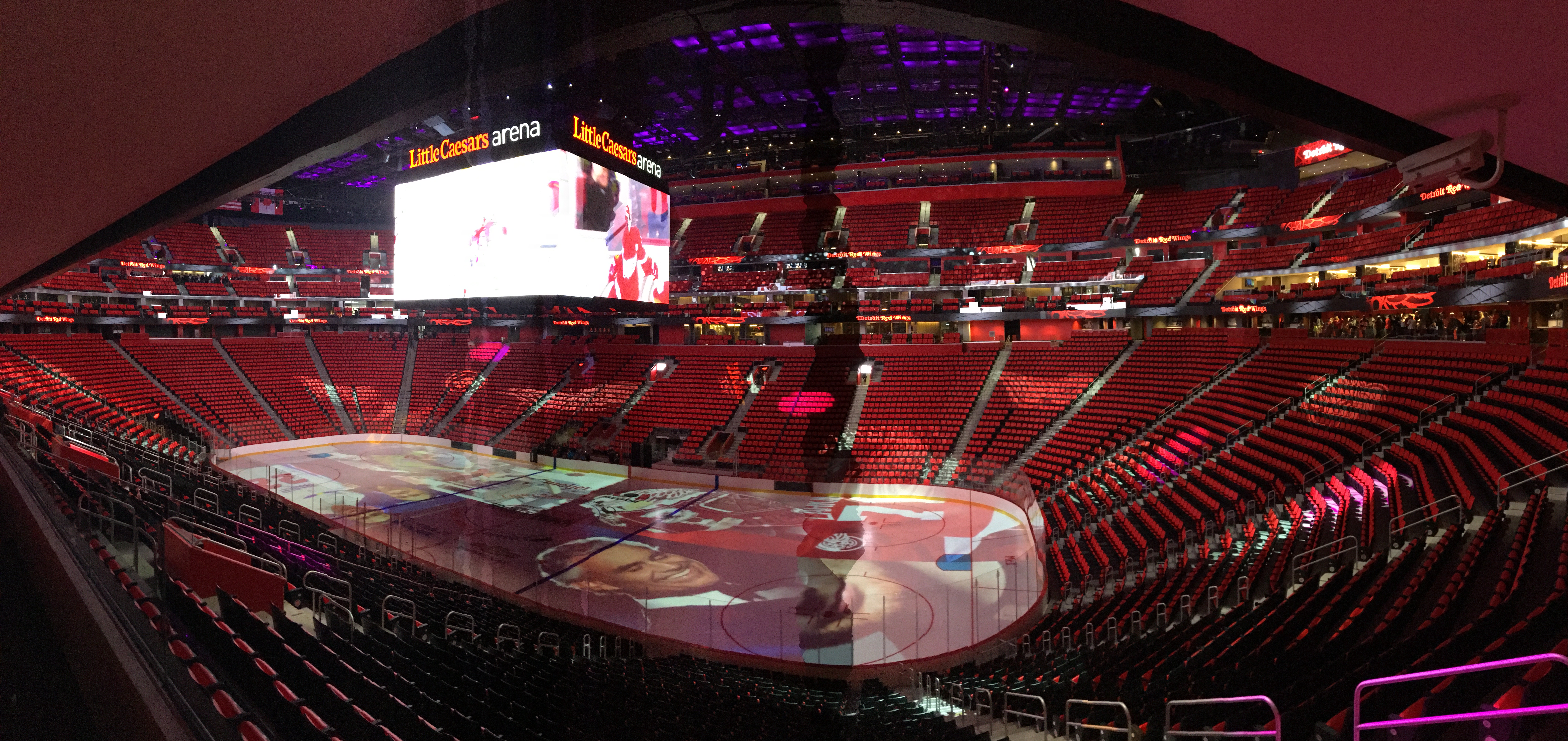
O Interior da arena em partidas de hóquei no gelo.

Em 5 de setembro de 2017, a Little Caesars Arena foi inaugurada com uma cerimônia de corte da fita. Os Red Wings jogaram seu jogo inaugural na Little Caesars Arena durante a pré-temporada contra o Boston Bruins em 23 de setembro de 2017. Eles ganharam o jogo por 5–1. Eles jogaram seu primeiro jogo da temporada regular na arena em 5 de outubro de 2017 contra o Minnesota Wild. Os Red Wings ganharam o jogo por 4–2.
Os Pistons jogaram seu jogo inaugural na Little Caesars Arena durante a pré-temporada contra o Charlotte Hornets em 4 de outubro de 2017. Eles perderam o jogo por 108-106. A estreia em casa da temporada regular, também contra os Hornets, foi jogada em 18 de outubro de 2017. Os Pistons ganharam por 102–90.
Ao se mudar para a Little Caesars Arena, os Pistons revelaram uma nova quadra de basquete com o logotipo da Platinum Equity no lugar do logotipo da LCA, tornando-os a única equipe da NBA a não exibir nenhuma sinalização da arena na quadra.
Na temporada inaugural da Little Caesars Arena, surgiram preocupações sobre a diminuição do público dos jogos do Red Wings e dos Pistons. Durante o primeiro jogo da temporada regular dos Red Wings na arena, a visão de assentos vazios foi perceptível devido a ter sido transmitido em rede nacional. Questionado sobre isso, o CEO do Olympia, Tom Wilson, explicou que muitos fãs foram ao saguão para conferir a arena, observando que o mesmo aconteceu durante o primeiro evento. No início de novembro de 2017, a equipe anunciou que todos os jogos em casa disputados até aquele momento foram lotados, apesar de terem sido vistos lugares vazios. Como os Red Wings, os Pistons tiveram problemas semelhantes. Quando questionados sobre o assunto, afirmaram que as vendas de bilhetes aumentaram apesar dos lugares vazios.

### Desenvolvimentos subsequentes
Em outubro de 2018, foi anunciado que todos os assentos vermelhos da arena seriam substituídos por assentos pretos. Os meios de comunicação notaram que os assentos vermelhos faziam com que a visão de assentos vazios parecesse mais óbvia.
Em agosto de 2018, o Google transferiu um escritório de vendas regional de Birmingham para um espaço de escritório alugado na Little Caesars Arena.
Em 2020, foi constatado que além da nova sede mundial da Little Caesars em frente ao Comerica Park e da nova Escola de Negócios da Wayne State University (ambos os quais têm laços com a família Ilitch), pouco do redesenvolvimento prometido que estava vinculado à arena se materializou.

## Orçamento
Foi originalmente anunciado que a Little Caesars Arena custaria US $ 450 milhões para construir, além de US $ 200 milhões adicionais para a construção do novo distrito. $ 285 milhões do custo total de $ 650 milhões seriam fundos públicos e $ 365,5 milhões em financiamento privado.
Em 23 de maio de 2017, foi relatado que o custo da arena havia aumentado para US $ 862,9 milhões.
Em junho de 2017, uma ação foi movida por Robert Davis e o candidato a secretário municipal, D. Etta Wilcoxon, visando proibir o uso da receita do imposto de propriedade da escola para financiar a Little Caesars Arena e a nova sede dos Pistons sem voto público. O dinheiro havia sido originalmente aprovado pelos eleitores apenas para uso pelo Distrito Comunitário das Escolas Públicas de Detroit para cobrir despesas operacionais. O juiz distrital, Mark A. Goldsmith, rejeitou grande parte do processo, determinando que os queixosos não tinham legitimidade para processar a questão. O juiz, entretanto, permitiu que uma contagem não relacionada, alegando violações da cláusula de proteção igual pelo DPSCD contra Davis, avançasse.

## Naming rights
Em 11 de fevereiro de 2016, foi relatado que um empresário local havia vendido o nome de domínio "littlecaesarsarena.com" três semanas antes para uma corretora internacional por "cinco dígitos", o que sugeria que a Little Caesars, uma rede de pizzarias também de propriedade da Família Ilitch, havia adquirido os naming rights para a nova arena. A Olympia Entertainment anunciou oficialmente em 28 de abril de 2016 que o local seria conhecido como Little Caesars Arena. Também foi revelado que um grande logotipo da Little Caesars seria exibido no telhado da arena. Chris Ilitch defendeu a decisão de não vender os naming rights a uma empresa terceirizada, argumentando que o objetivo era refletir a posição da Little Caesars como um "legado de negócios" da família Ilitch.
O anúncio foi mal recebido. Antes da revelação do nome oficial, alguns fãs sugeriram ao The Detroit News que a arena deveria ter o nome de Gordie Howe. Após a morte de Howe em 10 de junho de 2016, uma petição online começou a circular solicitando que a Little Caesars Arena fosse renomeada em homenagem ao ex-jogador dos Red Wings.
Uma série de apelidos surgiram para o local, incluindo "LCA", "The Pizzarena", "The Pizza Box", "The Pizza Palace" e "The DoughJoe".

## Eventos

### Hóquei no gelo
Em fevereiro de 2017, o Comissário da NHL, Gary Bettman, afirmou que o All-Star Game da NHL provavelmente retornaria a Detroit pela primeira vez desde 1980, uma vez que a construção da Little Caesars Arena fosse concluída.
A edição de 2017–18 do Great Lakes Invitational foi transferida para a arena pela primeira vez de 1 a 2 de janeiro de 2018.
O Final Four do Torneio de Hóquei da NCAA de 2020 foi agendado para ser realizado na Little Caesars Arena, organizado pela Universidade Estadual de Michigan. No entanto, em 12 de março de 2020, a NCAA anunciou que todos os campeonatos da temporada seriam cancelados devido à pandemia de COVID-19.

### Basquete

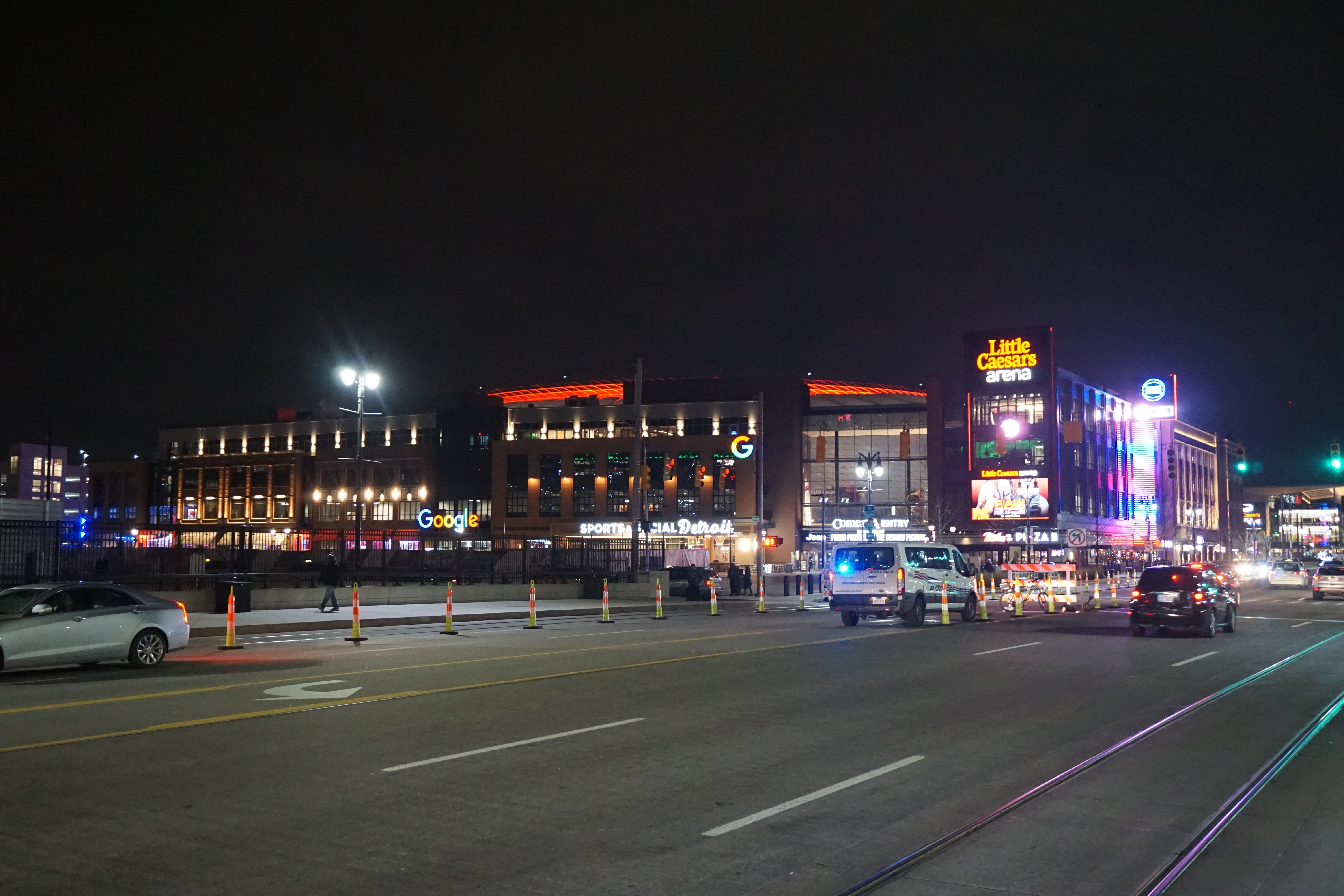
Little Caesars Arena em 2018.

Os primeiros jogos de basquete universitário da temporada regular realizados na Little Caesars Arena foram disputados em 16 de dezembro de 2017, com uma rodada dupla de Michigan contra Detroit e o Michigan State contra Oakland.
Como parte de um contrato transferido da Joe Louis Arena, a Little Caesars Arena sediou os torneios de basquete masculino e feminino da Horizon League até 2019, sob o título de Motor City Madness. Detroit começou a sediar o torneio masculino na Joe Louis Arena em 2016 com um contrato de 5 anos e o torneio feminino em 2017. Os torneios foram transferidos para Indianápolis em 2020.
A Little Caesars Arena sediou os jogos da primeira e segunda rodada do Torneio da NCAA de 2018, organizado pela University of Detroit Mercy. Embora o vizinho Palace of Auburn Hills tenha sediado as rodadas preliminares do torneio em 2013, esta foi a primeira visita do torneio a Detroit desde que a cidade sediou o Final Four de 2009 no Ford Field. O torneio retornará à arena para a Final Regional do Centro-Oeste em 2024. O torneio foi originalmente programado para retornar em 2021. No entanto, devido à pandemia de COVID-19, os jogos foram realocados.
Em 17 de julho de 2019, a Universidade Estadual de Michigan e a Universidade de Oakland anunciaram um contrato de seis anos. Os jogos serão alternados entre a Little Caesars Arena e o Breslin Center. O primeiro jogo foi disputado na arena em 14 de dezembro de 2019. Os outros dois jogos serão disputados em 2021 e 2023.
A final da Big 3 de 2020 estava programado para ser realizado na Little Caesars Arena em 29 de agosto de 2020. No entanto, em 18 de maio de 2020, a Big 3 anunciou que a temporada de 2020 seria cancelada devido à pandemia do COVID-19.

### Lutas
A Little Caesars Arena sediou o UFC 218 em 2 de dezembro de 2017.
O Torneio de Wrestling da NCAA de 2022 será realizado na arena, organizada pela Universidade de Michigan.

### Patinação artística
A Little Caesars Arena sediou o Campeonato Norte-Americano de Patinação Artística no Gelo em 2019.

### Luta livre profissional

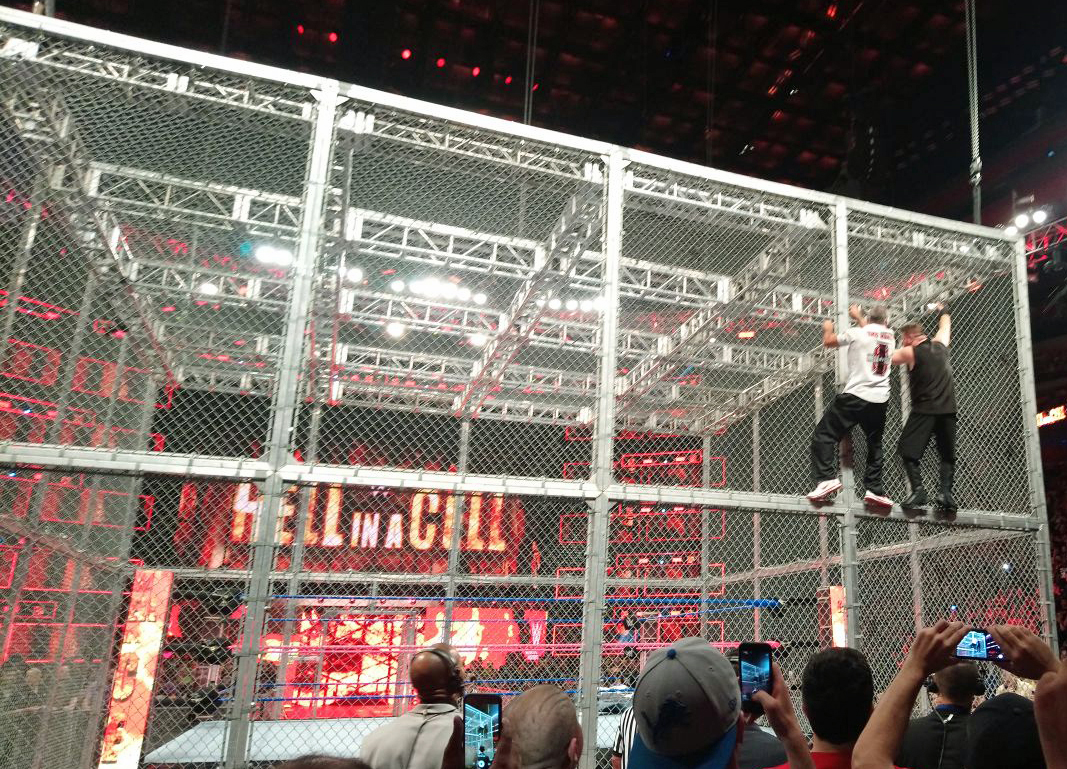
Little Caesars Arena durante o Hell in a Cell em 2017.

Em seu primeiro evento da WWE, a Little Caesars Arena sediou o Hell in a Cell em 8 de outubro de 2017, seguido por sua primeira transmissão no Raw em 12 de março de 2018.

### E-sports
Em agosto de 2019, a Little Caesars Arena sediou as finais de verão do League of Legends Championship Series de 2019. O evento contou com a apresentação do músico de Detroit, Jax Anderson, em sua cerimônia de abertura.

### Concertos
A Little Caesars Arena também foi projetada para abrigar concertos musicais. Ela recebeu seu primeiro show em 12 de setembro de 2017 com a primeira de uma série de seis apresentações do músico americano Kid Rock, marcando o evento inaugural da arena.

## Recepção
Em junho de 2018, a arena foi nomeada a "Instalação Esportiva do Ano" no Sports Business Awards.
Depois de cada gol dos Red Wings, uma gravação da buzina usada na Joe Louis Arena de 1994 a 2017 toca. De acordo com o presidente da Olympia Entertainment, Tom Wilson, os Red Wings pretendiam inicialmente trazer a buzina velha para a nova arena, mas descobriram que a acústica da Little Caesars Arena tornaria quase impossível ouvi-la. Pensando nisso, eles decidiram gravar a buzina e amplificar o som para que ficasse parecido com o original. A trompa gravada recebeu críticas mistas dos fãs dos Red Wings, com uma petição pedindo que os Red Wings trouxessem de volta a trompa antiga.